# Pierre Samson
Pour les articles homonymes, voir Samson (homonymie).
Pierre Samson est un romancier et scénariste québécois né à Montréal en 1958.

## Biographie
Il s'installe en 1995 à Toronto, pour écrire son premier roman, Le Messie de Belém. De retour dans sa ville natale, il publie son second roman intitulé Un garçon de compagnie. Ses premiers romans sont parus aux éditions Les Herbes rouges.
Avec Richard Blaimert, il est scénariste de la série télévisée Cover Girl en 2005.
Il a été un collaborateur régulier du quotidien Le Devoir.

## Œuvres
- Le Messie de Belém, Les Herbes rouges, 1996, roman
- Un garçon de compagnie, Les Herbes rouges, 1997, roman
- Il était une fois une ville, Les Herbes rouges, 1999, roman
- Alibi, Leméac, 2001, essai
- Catastrophes, Les Herbes rouges, 2007, roman
- Arabesques, Les Herbes rouges, 2010, roman
- Lettres crues : Théâtre épistolaire de la littérature à l'époque des médias sociaux, La Mèche, coll. « L'Ouvroir », 2012, correspondanceÉcrit avec Bertrand Laverdure. Correspondance littéraire entre avril et novembre 2011
- La maison des pluies, Les Herbes rouges, 2012, roman
- L'œil de cuivre, Les Herbes rouges, 2014, roman
- Le mammouth, Héliotrope, 2019, roman
- L'irréparable, Héliotrope, 2024, roman,

## Récompenses
- 1998 – Finaliste au Prix du Gouverneur général, Un garçon de compagnie
- 2000 – Finaliste au Prix du Gouverneur général, Il était une fois une ville
- 2001 – Prix de l'Académie, Il était une fois une ville
- 2008 – Prix littéraire des collégiens, Catastrophes[1]
- 2013 – Grand prix du livre de Montréal, La maison des pluies
- 2021 – Finaliste au Prix littéraire des collégiens, Le Mammouth
- 2021 - Lauréat au Prix Jacob Isaac Segal, Le Mammouth